# Paris Jackson
Paris-Michael Katherine Jackson, född 3 april 1998 i Beverly Hills, Los Angeles, Kalifornien, är en amerikansk fotomodell, skådespelare och musiker. Hon är Michael Jacksons och Debbie Rowes andra barn.

## Biografi
Paris Jackson växte upp med sina syskon på Neverland Ranch hos sin far som hade fått vårdnaden efter skilsmässan 1999, vilket hennes mor Debbie Rowe hade accepterat.
Jackson är den yngre av Debbie Rowes två barn (hon har en äldre bror, Michael Joseph Jackson Jr, och en yngre halvbror Prince Michael Jackson II). Hennes gudföräldrar var Michael Jacksons vänner Elizabeth Taylor och Macaulay Culkin. Under barndomen bar hon och hennes syskon ofta masker för ansiktet då de var ute i offentligheten med sin far, som dog 2009.
År 2010 intervjuades Paris Jackson, hennes bröder och kusiner och deras farmor Katherine Jackson av Oprah Winfrey om deras liv efter faderns död. Hon och hennes bror Prince Jackson tog då också emot Lifetime Achievement Award vid Grammy Award 2010 för hennes far. 
Hon och brodern Prince Jackson gick i Buckley School, en exklusiv privatskola i Sherman Oaks, där hon även deltog i flaggfotboll, softboll och cheerleading. Hon lämnade skolan 2013.
År 2011 medverkade hon i en barnfilm, Lundon's Bridge and the Three Keys. År 2013 ringde hon en ”suicide hotline” och fördes av ambulans till ett barnsjukhus.
Syskonen och deras farmor Katherine planerade en dokumentärfilm, Remembering Michael, som skulle bekostas med crowdfunding, som ännu inte genomförts.
År 2015 uppmärksammades hennes kontakt med fotbollsspelaren Chester Castellaw. År 2017 fanns hon på omslaget till tidskriften Rolling Stone.

## Framträdanden i TV
| År   | Titel                              | Roll            | Kommentarer |
| ---- | ---------------------------------- | --------------- | ----------- |
| 2014 | Lundon's Bridge and the Three Keys | Lundon O'Malley |             |

| År   | Titel                            | Roll          | Kommentarer               |
| ---- | -------------------------------- | ------------- | ------------------------- |
| 2003 | Living with Michael Jackson      | Paris Jackson | TV-dokumentär             |
| 2009 | Michael Jackson Memorial Service | Paris Jackson |                           |
| 2010 | The 52nd Annual Grammy Awards    | Paris Jackson | TV-special                |
| 2010 | The Oprah Winfrey Show           | Paris Jackson |                           |
| 2011 | The X Factor                     | Paris Jackson | Live #6                   |
| 2011 | Ellen DeGeneres Show             | Paris Jackson | Avsnitt, 15 december 2011 |
| 2012 | Oprah's Next Chapter             | Paris Jackson | Avsnitt, 11 juni 2012     |
| 2017 | 2017 Grammy Awards               | Paris Jackson | TV-special                |
| 2017 | Star                             | Rachel Wells  | TV-serie                  |
| 2017 | 28th GLAAD Media Awards          | Paris Jackson | TV-special                |

## Priser och nomineringar
| År   | Typ             | Pris                  | Resultat |
| ---- | --------------- | --------------------- | -------- |
| 2017 | Daily Front Row | Emerging Talent Award | Vann     |